# Suci (Pracimantoro)
Suci is een bestuurslaag in het regentschap Wonogiri van de provincie Midden-Java, Indonesië. Suci telt 3820 inwoners (volkstelling 2010).